# Seppeler-Kapelle

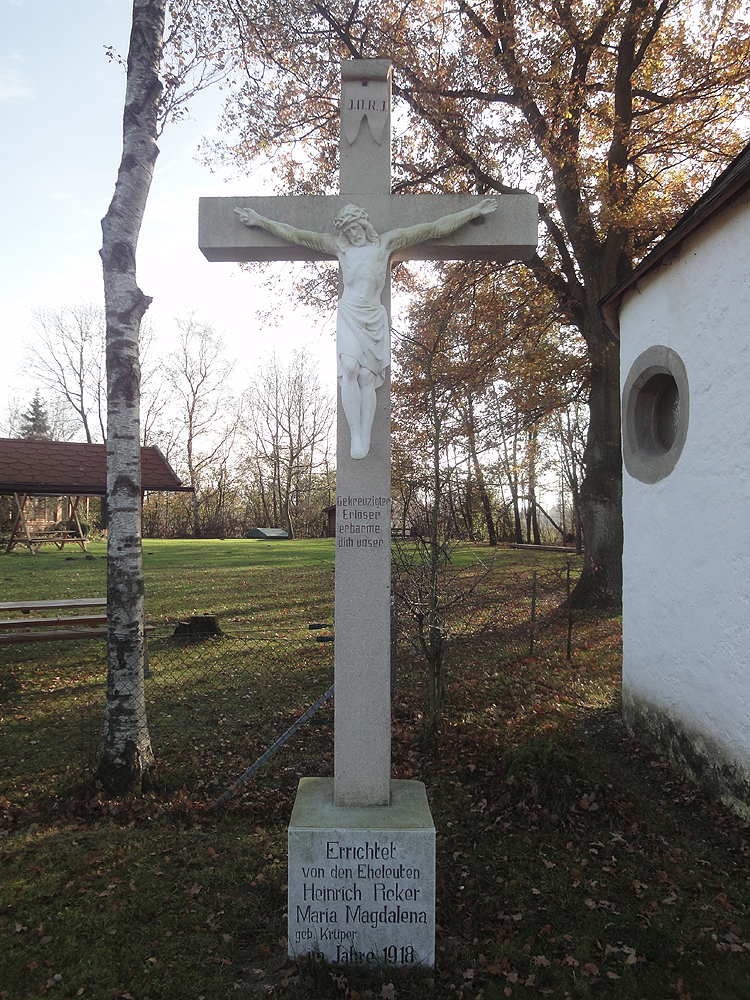
Hochkreuz neben der Kapelle

Die Seppeler-Kapelle ist eine barocke Feldkapelle auf dem Gebiet der ostwestfälischen Stadt Verl. Sie ist seit dem Jahr 2005 als Baudenkmal Nummer 71 in die städtische Denkmalliste eingetragen. Das nebenstehende Hochkreuz ist unter der Nummer 21 eingetragen.

## Lage
Die Seppeler-Kapelle befindet sich im Verler Ortsteil Bornholte unweit der Stadtgrenze gegen Rietberg. Der Name der Kapelle bezieht sich auf eine in der Nähe liegende Hofstelle, welcher sie jedoch nie zugehörig war.

## Ausstattung
Das über rechteckigen Grundriss errichtete Gebäude besteht aus einem weiß verputzten Bruchsteinmauerwerk mit einer halbrunden nach Südosten gerichteten Apsis. Das Satteldach der Kapelle und das Walmdach der Apsis sind mit Schiefer eingedeckt. Mit einem Grundriss von 4,30 × 3,75 Metern und einem dicken Mauerwerk bietet die Kapelle eine nur geringe Raumtiefe. 
Der auf der Nordwestseite befindliche Eingang besteht aus einem mit profilierten Sandsteinblöcken eingefassten Rundbogenportal mit einer einflügeligen Tür, deren heutige Version wohl aus den 1930er Jahren, und die zugehörige Vergitterung aus den 1960er Jahren stammt. Auch der heutige Giebel wurde erst nachträglich hinzugefügt; er entstand in der Zeit um 1900 durch eine Aufstockung aus Ziegelsteinmauerwerk. Im Giebeldreieck sowie an den beiden Seitenwänden befinden sich mit Sandstein eingefasste Ochsenaugen. Die Verglasung dieser Öffnungen ist modernen Ursprungs.
Im Inneren der Kapelle findet sich an der Apsis-Rückwand ein gemauerter Altar mit ebenfalls aus Sandstein gefertigter Deckplatte sowie eine in der zweiten Hälfte des 17. Jahrhunderts entstandene rund 90 Zentimeter hohe Pietà-Skulptur aus Eichenholz, deren Schöpfer nicht bekannt ist. Eine rechts neben dem Altar befindliche Nische zur Unterbringung von liturgischem Gerät wurde zwischenzeitlich geschlossen. Der Fußboden besteht aus unregelmäßig gebrochenen Wesersandstein-Platten, während die Decke durch ein schlichtes Kreuzgratgewölbe abgeschlossen wird.
Direkt neben der Kapelle befindet sich ein im Jahr 1918 errichtetes Hochkreuz, dessen quaderförmiger Sockel, Kreuz und Korpus im Dreinageltypus aus Kunststein bestehen. Im Sockel befindet sich als Inschrift ein Hinweis auf die Stifterfamilie. Das Hochkreuz wurde bereits im Jahr 1987 und somit früher als das Kapellengebäude in die Denkmalliste eingetragen.

## Geschichte
Der älteste bisher bekannte schriftliche Beleg für das Gebäude stammt aus dem Jahr 1661. Stifter der Kapelle war Bartholomäus Seppeler, der vom Hof östlich der Kapelle stammte und von 1724 bis 1747 Propst an der Paderborner Gaukirche war. In diese Amtszeit fällt auch die Fertigstellung der Kapelle im Jahr 1745. Die Seppeler-Kapelle war zu Zeiten der Grafschaft Rietberg Ziel der jährlichen Bittprozession von Gläubigen aus Verl und dem benachbarten Neuenkirchen am Mittwoch vor Christi Himmelfahrt, später zog die Prozession nur noch aus Richtung Verl zur Feldkirche. Erst gegen 1970 wurde dieser Brauch aufgegeben.
Im Jahr 1900 erwarb die damalige Gemeinde Bornholte das Grundstück mit der Kapelle. Es befindet sich noch heute im Besitz der Stadt Verl und ist damit das einzige historische Kulturdenkmal in Stadtbesitz. Nachdem die Seppeler-Kapelle im Jahr 2005 in die Denkmalliste der damaligen Gemeinde Verl eingetragen wurde, erfolgte im Jahr 2009 eine grundlegende Restaurierung.